# Hyssia violascens
Hyssia violascens là một loài bướm đêm trong họ Noctuidae.